# اچ‌دی ۳۳۶۳۶
اچ‌دی ۳۳۶۳۶ یک ستاره است که در صورت فلکی شکارچی قرار دارد.